# Souheila Yacoub
Souheila Yacoub (Ginebra, 29 de juny de 1992) és una actriu suïssa, realitzadora de teatre, antiga gimnasta rítmica i guanyadora de Miss Suisse Romande 2012. Les seves pel·lícules inclouen Climax (2018), Making Of (2023) i Dune: Part 2 (2024). A la televisió, va aparèixer a la minisèrie de Canal+ francès Savages (2019).

## Biografia
Yacoub va néixer a Ginebra de pare tunisià i mare flamenca. Té una germana.
Yacoub va assistir a La Haute école fédérale de sport de Macolin i es va unir a l'equip nacional de gimnàstica rítmica de Suïssa quan era adolescent, competint als Campionats del món de gimnàstica rítmica de 2009 i 2010. Va deixar l'escola als 16 anys per dedicar-se a la gimnàstica. Quan l'equip no es va classificar per als Jocs Olímpics, Yacoub va abandonar l'esport per complet. Tot i que no va declarar oficialment contra els entrenadors enmig de les denúncies d'abús del 2021, va donar suport a les afirmacions de les seves antigues companyes d'equip i va explicar una sèrie d'històries sobre el comportament dels entrenadors, com ara limitar la quantitat que els membres podien menjar o beure i posar-los a la banqueta per pujar un quilo de pes.
Després de deixar la gimnàstica, Yacoub va tornar a casa. Sense saber què fer després, la seva germana li va suggerir que es presentés a Miss Suisse Romande. Yacoub també es va matricular a classes de dansa i interpretació locals. Després de guanyar Miss Suisse Romande 2012, a Yacoub se li va oferir una beca per a un programa de tres anys al Cours Florent de París. Es va formar més al CNSAD.
Parla francès, neerlandès, l'alemany i anglès.

## Carrera
Yacoub va fer el seu debut televisiu en sis episodis de la telenovel·la France 3 Plus belle la vie. En graduar-se al Cours Florent, Yacoub va aconseguir el seu primer gran paper teatral a l'escenari de París com a Wahida a l'obra de Wajdi Mouawad Tous des oiseaux al Théâtre national de la Colline. Després va protagonitzar la pel·lícula de terror Climax del 2018 de Gaspar Noé i la minisèrie de Canal+ del 2019 Savages.
El 2020, Yacoub va aparèixer a la sèrie multilingüe de drama de guerra coproduïda internacionalment No Man's Land. Va protagonitzar la pel·lícula en blanc i negre de Philippe Garrel Le sel des larmes, que es va estrenar al 70è Festival Internacional de Cinema de Berlín, així com The Braves i A Brighter Tomorrow el 2021.
Yacoub és la fundadora de la companyia de teatre 23h59.

## Vida personal
Des del 2019, manté una relació amb el raper i cantant francès Lomepal.

## Filmografia

### Pel·lícula
| Any  | Títol                | Paper         | Notes |
| ---- | -------------------- | ------------- | ----- |
| 2018 | Climax               | Lou           |       |
| 2018 | Les Affamés          | Eva           |       |
| 2020 | Le sel des larmes    | Betsy         |       |
| 2021 | Entre les vagues     | Margot        |       |
| 2021 | De bas étage         | Sarah         |       |
| 2022 | En corps             | Sabrina       |       |
| 2023 | Making Of            | Nadia / Oudia |       |
| 2024 | Dune: Part 2         | Shishakli     |       |
| 2024 | Les femmes au balcon | Ruby          |       |
| 2024 | Planéte B            | Nour          |       |

### Televisió
| Any  | Títol             | Paper       | Notes           |
| ---- | ----------------- | ----------- | --------------- |
| 2016 | Plus belle la vie | Aïcha       | 6 episodis      |
| 2019 | Les Sauvages      | Jasmine     | Minisèrie       |
| 2020 | No Man's Land     | Sarya Dogan | Paper principal |
| 2021 | H24               | asalariada  |                 |

### Teatre
| Any       | Títol            | Paper  | Notes                                 |
| --------- | ---------------- | ------ | ------------------------------------- |
| 2017–2018 | Tous des oiseaux | Wahida | Théâtre national de la Colline, Paris |

### Vídeos musicals
| Cançó       | Any  | Artista                   | Notes |
| ----------- | ---- | ------------------------- | ----- |
| "Go On"     | 2016 | Wild                      |       |
| "Trop beau" | 2019 | Lomepal                   |       |
| "La Vérité" | 2019 | Lomepal featuring Orelsan |       |
| "Tee"       | 2022 | Lomepal                   |       |

## Premis i nominacions
| Any  | Premi        | Categoria                          | Treball   | Resultat  | Ref    |
| ---- | ------------ | ---------------------------------- | --------- | --------- | ------ |
| 2022 | Berlinale    | Shooting Star                      | N/D       | Guanyador | [ 12 ] |
| 2025 | Premis César | César a la millor actriu revelació | Planète B | Pendent   |        |